# 杉山弘一
杉山 弘一（すぎやま こういち、1971年10月27日 - ）は、大阪府高槻市出身の元サッカー選手、サッカー指導者。現役時代のポジションはフォワード、ディフェンダー。

## 来歴

### 選手時代
大阪府高槻市に生まれ、阿武野中学校→高槻南高校→大阪商業大学とサッカーを続ける。高校時代にセンターフォワードとして日本ユース代表に、大学時代にバルセロナ五輪代表候補に選ばれる。大学まではセンターフォワードやサイドアタッカーとして活動したが、浦和レッズに入ってからはサイドバックにコンバートされる。スピードがあるため、タイミングを見て攻め上がることを得意としていた。
中島豪、城定信次の台頭や、土橋正樹が左サイドバック起用されることもあり、徐々に出番を失い、1999年からは東京ヴェルディ、アルビレックス新潟へと移籍。新潟ではJ2優勝J1昇格。
右利きではあるが両足でボールが蹴れたため、主に左サイドバックをつとめ2003年に引退した。

### 引退後
選手引退後の2004年からは浦和レッズ・ハートフルクラブ、コーチに就任。
2008年、公認指導者S級ライセンスを取得。
2010年にアルビレックス新潟シンガポールの監督に就任。パスをつないで相手のゴールを目指す攻撃的なサッカースタイルで、2011年はシンガポール・リーグカップでクラブ史上初となるタイトルを獲得、シンガポール・カップに準優勝したほか、2011年・2012年・2013年とリーグ戦で終盤まで優勝争いを演じた。2011年、Sリーグ年間最優秀監督に選ばれる。2013年シーズンをもって、アルビレックス新潟シンガポールの監督を退任。
2014年8月、タイ・ディヴィジョン1リーグ（タイ2部）・アユタヤFCの監督に就任。
2014年12月18日、J1・柏レイソルのコーチに就任することが発表された。2016年1月、柏レイソルコーチを退任。
2016年2月、タイプレミアリーグ・BBCU FCの監督に就任したが、4月25日に解任された。
2016年4月、タイプレミアリーグ・チャイナートFCの監督に就任したが、6月に退任。
2017年、ブラウブリッツ秋田の監督に就任。同年J3リーグ優勝。JリーグアウォーズにてJ3優秀監督賞を受賞。
2018年7月に秋田との契約を解除。
2018年12月、奈良クラブの監督に就任すると発表された。2019年の1シーズンで退任。
2021年より京都サンガF.C.のコーチに就任。

## エピソード
- 高槻南高時代、お笑いコンビナインティナインの2人（当時サッカー部）が所属していた茨木西高と対戦した。岡村隆史が『削ったれ』と思いスライディングを試みるもジャンプで軽くかわされる。矢部浩之は幼少期から杉山の事は知っており、｢上手すぎて、ずっとFWで10番だった。でもプロに行けばサイドバックをやっていて、プロとは別モンなんやな｣と回想した（『ナインティナインのオールナイトニッポン』（ニッポン放送）より）。

## 所属クラブ
- 大阪府立高槻南高等学校
- 大阪商業大学
- 1994年 - 1998年  浦和レッドダイヤモンズ
- 1999年 - 2002年  ヴェルディ川崎 / 東京ヴェルディ1969
- 2003年  アルビレックス新潟

## 個人成績
| 国内大会個人成績 | 国内大会個人成績 | 国内大会個人成績 | 国内大会個人成績 | 国内大会個人成績 | 国内大会個人成績 | 国内大会個人成績    | 国内大会個人成績    | 国内大会個人成績 | 国内大会個人成績 | 国内大会個人成績 | 国内大会個人成績 |
| 年度             | クラブ           | 背番号           | リーグ           | リーグ戦         | リーグ戦         | リーグ杯            | リーグ杯            | オープン杯       | オープン杯       | 期間通算         | 期間通算         |
| 年度             | クラブ           | 背番号           | リーグ           | 出場             | 得点             | 出場                | 得点                | 出場             | 得点             | 出場             | 得点             |
| 日本             | 日本             | 日本             | 日本             | リーグ戦         | リーグ戦         | リーグ杯            | リーグ杯            | 天皇杯           | 天皇杯           | 期間通算         | 期間通算         |
| ---------------- | ---------------- | ---------------- | ---------------- | ---------------- | ---------------- | ------------------- | ------------------- | ---------------- | ---------------- | ---------------- | ---------------- |
| 1993             | 大商大           |                  | -                | -                | -                | -                   | -                   | 1                | 0                | 1                | 0                |
| 1994             | 浦和             | -                | J                | 31               | 0                | 1                   | 0                   | 3                | 0                | 35               | 0                |
| 1995             | 浦和             | -                | J                | 44               | 1                | -                   | -                   | 1                | 0                | 45               | 1                |
| 1996             | 浦和             | -                | J                | 23               | 0                | 9                   | 0                   | 3                | 0                | 35               | 0                |
| 1997             | 浦和             | 15               | J                | 8                | 0                | 3                   | 0                   | 2                | 0                | 1                | 0                |
| 1998             | 浦和             | 15               | J                | 0                | 0                | 0                   | 0                   | 0                | 0                | 0                | 0                |
| 1999             | V川崎            | 15               | J1               | 26               | 1                | 4                   | 0                   | 4                | 0                | 34               | 1                |
| 2000             | V川崎            | 15               | J1               | 25               | 0                | 5                   | 0                   | 0                | 0                | 30               | 0                |
| 2001             | 東京V            | 15               | J1               | 11               | 0                | 0                   | 0                   | 3                | 0                | 14               | 0                |
| 2002             | 東京V            | 15               | J1               | 1                | 0                | 3                   | 0                   | 0                | 0                | 4                | 0                |
| 2003             | 新潟             | 4                | J2               | 6                | 0                | -                   | -                   |                  |                  |                  |                  |
| 通算             | 日本             | 日本             | J1               | 169              | 2                | 25                  | 0                   | 16               | 0                | 210              | 2                |
| 通算             | 日本             | 日本             | J2               | 6                | 0                | -\|\|\|\|\|\|6\|\|0 | -\|\|\|\|\|\|6\|\|0 |                  |                  |                  |                  |
| 通算             | 日本             | 日本             | 他               | -                | -                | -                   | -                   | 1                | 0                | 1                | 0                |
| 総通算           | 総通算           | 総通算           | 総通算           | 175              | 2                | 25                  | 0                   | 17               | 0                | 217              | 2                |

## 指導歴
- 2004年 - 2009年： 浦和レッドダイヤモンズ ハートフルクラブコーチ
- 2010年 - 2013年： アルビレックス新潟シンガポール 監督
- 2014年8月 - 11月： アユタヤFC 監督
- 2015年 - 2016年1月： 柏レイソル コーチ
- 2016年2月 - 4月： BBCU 監督
- 2016年4月 - 6月： チャイナートFC 監督
- 2017年 - 2018年7月： ブラウブリッツ秋田 監督
- 2019年： 奈良クラブ 監督
- 2021年 - ： 京都サンガF.C. コーチ

## 監督成績
| 年度   | クラブ     | 所属               | リーグ戦 | リーグ戦 | リーグ戦 | リーグ戦 | リーグ戦 | リーグ戦 | リーグ戦 | リーグ戦 | カップ戦              | カップ戦              |
| 年度   | クラブ     | 所属               | 順位     | 勝点     | 試合     | 勝       | 分       | 敗       | 得点     | 失点     | リーグ杯              | FA杯                  |
| ------ | ---------- | ------------------ | -------- | -------- | -------- | -------- | -------- | -------- | -------- | -------- | --------------------- | --------------------- |
| 2010   | 新潟S      | シンガポールリーグ | 7位      | 37       | 33       | 9        | 10       | 14       | 31       | 42       | 1回戦敗退             | ベスト8               |
| 2011   | 新潟S      | シンガポールリーグ | 4位      | 65       | 33       | 20       | 5        | 8        | 80       | 34       | 優勝                  | 準優勝                |
| 2012   | 新潟S      | シンガポールリーグ | 3位      | 43       | 24       | 12       | 7        | 5        | 37       | 26       | ベスト8               | ベスト8               |
| 2013   | 新潟S      | シンガポールリーグ | 3位      | 46       | 27       | 13       | 7        | 7        | 36       | 28       | ベスト4               | 1回戦                 |
| 2014   | アユタヤ   | タイリーグD1       | 11位→6位 | 19       | 10       | 6        | 1        | 3        | 18       | 12       | 途中8月からの監督就任 | 途中8月からの監督就任 |
| 2016   | BBCU       | タイプレミア       | 18位     | 3        | 7        | 1        | 0        | 6        | 11       | 19       | 2月→4月               | 2月→4月               |
| 2016   | チャイナト | タイプレミア       | 17位     | 6        | 8        | 1        | 3        | 4        | 9        | 14       | 4月→6月               | 4月→6月               |
| 2017   | 秋田       | J3                 | 優勝     | 61       | 32       | 18       | 7        | 7        | 53       | 31       |                       | 1回戦                 |
| 2018   | 秋田       | J3                 | 9位      | 21       | 16       | 6        | 3        | 7        | 15       | 14       | 7月解任               | 1回戦                 |
| 2019   | 奈良ク     | JFL                | 14位     | 34       | 30       | 8        | 10       | 12       | 27       | 32       |                       |                       |
| 総通算 | 総通算     | 総通算             | -        | -        | 220      | 94       | 53       | 73       | 317      | 252      | -                     | -                     |